# Maison Planeix
Maison Planeix é uma villa localizada no 13º arrondissement de Paris, França. Foi desenhada por Le Corbusier e Pierre Jeanneret para o escultor Antonin Planeix. Foi concluída em 1928 e em 1976 foi classificada como monumento histórico.